# Diamondhead Lake (Iowa)
Diamondhead Lake es un lugar designado por el censo (en inglés, census-designated place, CDP) situado en el condado de Guthrie, Iowa, Estados Unidos. Según el censo de 2020, tiene una población de 371 habitantes.

## Geografía
Está ubicado en las coordenadas 41°33′17″N 94°15′36″O / 41.55472, -94.26000 (41.554649, -94.259961). Según la Oficina del Censo, tiene una superficie total de 2.93 km², de los cuales 2.52 km² corresponden a tierra firme y 0.41 km² están cubiertos de agua.

## Demografía
Según el censo de 2020, hay 371 personas residiendo en la localidad. La densidad de población es de 147.22 hab./km². El 90.6% de los habitantes son blancos, el 0.8% son afroamericanos, el 0.8% son amerindios, el 1.9% son asiáticos, el 0.5% son isleños del Pacífico, el 0.3% es de otra raza y el 5.1% son de una mezcla de razas. Del total de la población, el 2.4% son hispanos o latinos de cualquier raza.